# 佩尔迪济斯
佩尔迪济斯是巴西米纳斯吉拉斯州的一个市镇。总面积2450.145平方公里，总人口13924人，人口密度5.7人/平方公里。